# MaasWaalpad

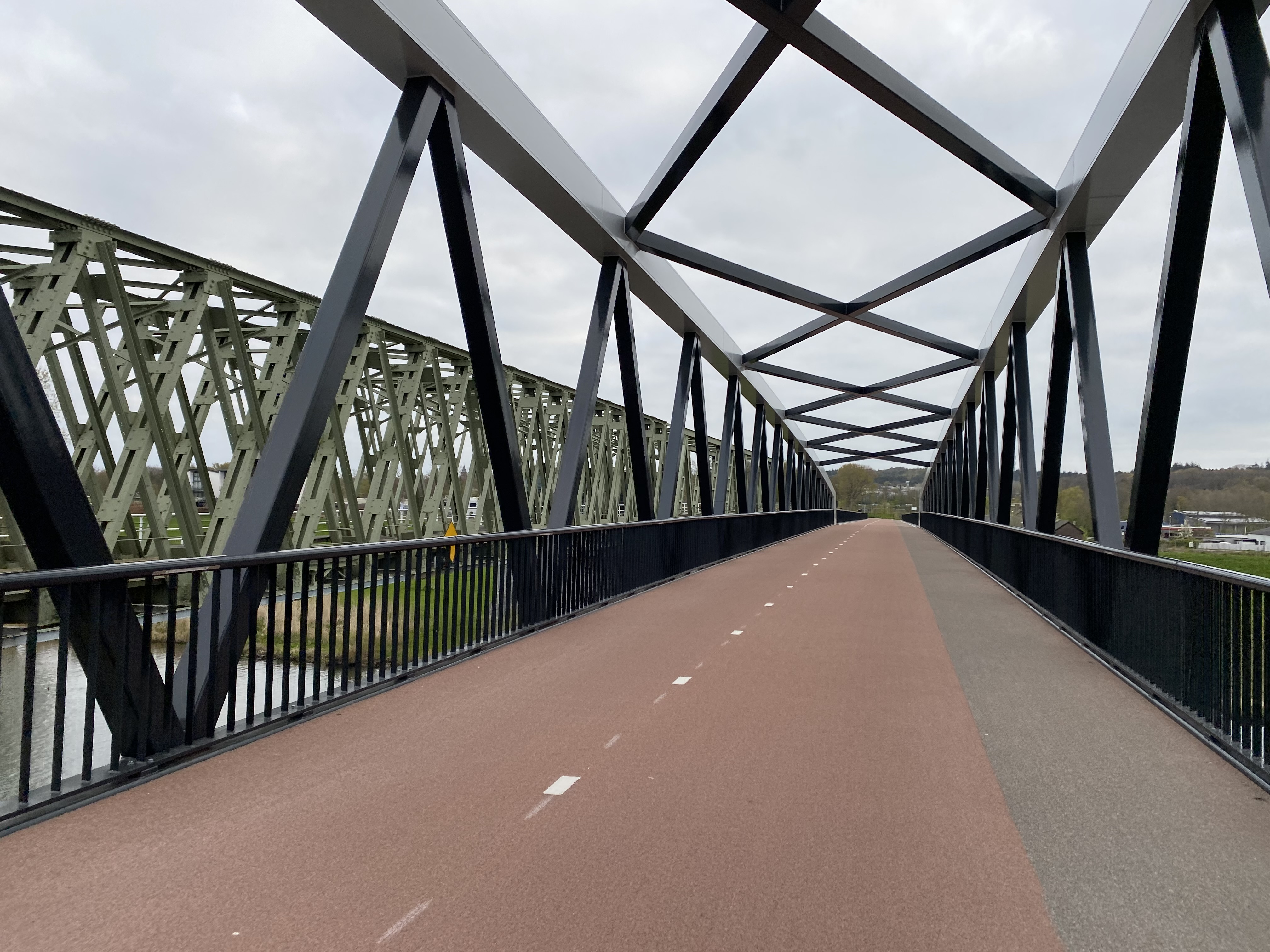
Ponte de Maasover

MaasWaalpad é uma rota ciclistica rápida, que conecta o Campus de Heyendaal, em Nijmegen, à estação de trem em Cuijk, nas províncias de Brabante do Norte, Limburgo e Guéldria. Além das cidades supracitadas, a rota também passa por Malden, Molenhoek e Mook. O percurso é dado prioridade em relação aos automóveis, para que a rota seja o mais rápido possível. A extensão da ciclovia é de 11,9 km, sendo reduzida de 14,4 km com a construção de uma ponte (De Massover). A rota foi parcialmente aberta em 2018, e a abertura completa ocorreu em 26 de setembro de 2020. O custo do projeto foi de €16,5 milhões.